# Монбризон (округ)
Монбризо́н (фр. Montbrison) — округ (фр. arrondissement) во Франции, один из округов в регионе Рона-Альпы. Департамент округа — Луара. Супрефектура — Монбризон.
Население округа на 2006 год составляло 174 538 человек. Плотность населения составляет 89 чел./км². Площадь округа составляет всего 1959 км².